# August Adolph von Kamecke
August Adolph von Kamecke (* 1724 auf Baumgarten in Pommern; † 7. September 1779 in Brieg) war ein preußischer Major und Kommandeur des Grenadierbataillons „Alt-Kameke“.

## Leben

### Herkunft
August Adolph war der Sohn des preußischen Kapitäns Jakob Adolph von Kamecke († 28. Oktober 1744) und dessen Ehefrau Charlotte Christine, geborene von Hacke, eine Schwester des Generalleutnants von Hacke aus Staßfurt. Der Generalmajor Carl Sigismund von Kameke war sein Bruder.

### Militärkarriere
Kameke kam 1735 als Page an den königlichen Hof nach Berlin und wurde 1740 als Fahnenjunker im Infanterieregiment „von Kalckstein“ der Preußischen Armee angestellt. Im Zweiten Schlesischen Krieg kämpfte er bei den Belagerungen von Kosel und Schweidnitz sowie den Gefechten von Gostin und Kolberg. Bis Ende September 1751 avancierte Kameke zum Sekondeleutnant.
Während des Siebenjährigen Krieges geriet er 1757 bei der Übergabe von Schweidnitz in österreichische Gefangenschaft. Kameke wurde ausgetauscht, aber als 1761 Kolberg kapitulierte, geriet er in russische Gefangenschaft. In der Zeit wurde er am 27. Februar 1757 Premierleutnant. Im Jahr 1764 wurde er Stabskapitän und 1768 Kapitän. 1773 wurde er zum Major befördert und zum Kommandeur eines Grenadierbataillons ernannt. Das Bataillon formierte sich aus den Grenadierkompanien der Regimenter „von Kalckstein“ und „von Hohenlohe“. Er starb im September 1779 in Brieg.

### Familie
Im Jahr 1755 heiratete er Sophie Wilhelmine von Woisky, verwitwete von Friztatzki. Das Paar hatte mehrere Kinder:
- Johanna Charlotte Wilhelmine (* 1767; † 20. Oktober 1793) ⚭ C. W. von Kleist
- Friedrich Ernst († 8. Januar 1817), Major a. D.
- Adolf Wilhelm († 3. November 1830), er blieb ohne Nachkommen, mit ihm starb die Linie Baumgarten aus

⚭ Antonie von Donat-Sonnenburg (* 1780; † 11. Dezember 1821)
⚭ 1822 Johann Luise Antonie Reich († 26. Juni 1856)